# Seznam jezer v Krkonoších
Seznam jezer v Krkonoších zahrnuje ledovcová a rašelinná jezera v Krkonoších a sice na jejich polské i české straně.
| jezero                                 | rozloha [ha] | délka (m) | šířka (m) | hloubka [m] | obvod (m) | objem (m³) | nadm. výška [m n. m.] | typ       | řeka (povodí)            | obec                      | země   | souřadnice                       |
| -------------------------------------- | ------------ | --------- | --------- | ----------- | --------- | ---------- | --------------------- | --------- | ------------------------ | ------------------------- | ------ | -------------------------------- |
| Wielki Staw                            | 8,3210       | 575       | 192       | 24,4        | 1 540     | 790 573    | 1 225                 | karový    | Biały Potok (Bóbr)       | Karpacz                   | Polsko | 50°45′29″ s. š., 15°41′36″ v. d. |
| Maly Staw                              | 2,8810       | 271       | 178       | 7,3         | 756       | 99 900     | 1 183                 | karový    | Łomnica (Bóbr)           | Karpacz                   | Polsko | 50°44′55″ s. š., 15°42′3″ v. d.  |
| Północny Śnieżny Stawek                | 0,2211       | 82        | 41        | 1,5         | 318       | —          | 1 247                 | morénový  | Szklarka (Bóbr)          | Piechowice                | Polsko | 50°47′0″ s. š., 15°33′47″ v. d.  |
| Południowy Śnieżny Stawek              | 0,1638       | 65        | 41        | 1,5         | 241       | —          | 1 240                 | morénový  | Szklarka (Bóbr)          | Piechowice                | Polsko | 50°46′56″ s. š., 15°33′47″ v. d. |
| velké jezírko na Torfowisku Úpy        | 0,1544       | 75        | 33        | —           | 231       | —          | 1 424                 | rašelinný | Úpa (Labe)               | Karpacz                   | Polsko | 50°44′19″ s. š., 15°42′18″ v. d. |
| velké jezírko na Úpském rašeliništi    | 0,0834       | 39        | 30        | —           | 120       | —          | 1 433                 | rašelinný | Úpa (Labe)               | Pec pod Sněžkou           | Česko  | 50°44′5″ s. š., 15°42′27″ v. d.  |
| velké jezírko na řašeliništi Młaki     | 0,0571       | 39        | 27        | —           | 123       | —          | 1 407                 | rašelinný | Łomnica (Bóbr)           | Karpacz                   | Polsko | 50°44′50″ s. š., 15°41′18″ v. d. |
| Mechové jezírko                        | 0,0464       | 46        | 24        | 1,2         | 115       | 260        | 944                   | morénový  | Kotelský potok (Jizerka) | Vítkovice                 | Česko  | 50°44′25″ s. š., 15°32′23″ v. d. |
| východní jezírko na Pančavské louce    | 0,0452       | 28        | 24        | —           | 88        | —          | 1 326                 | rašelinný | Pančava (Labe)           | Špindlerův Mlýn           | Česko  | 50°45′54″ s. š., 15°32′32″ v. d. |
| prostřední jezírko na Pančavské louce  | 0,0335       | 24        | 20        | —           | 71        | —          | 1 326                 | rašelinný | Pančava (Labe)           | Špindlerův Mlýn           | Česko  | 50°45′56″ s. š., 15°32′21″ v. d. |
| hraniční jezírko na Úpském rašeliništi | 0,0233       | 36        | 11        | —           | 128       | —          | 1 421                 | rašelinný | Úpa (Labe)               | Pec pod Sněžkou / Karpacz | /      | 50°44′21″ s. š., 15°41′51″ v. d. |